# Culicoides sierrensis
Culicoides sierrensis är en tvåvingeart som beskrevs av Wirth och Blanton 1969. Culicoides sierrensis ingår i släktet Culicoides och familjen svidknott. Inga underarter finns listade i Catalogue of Life.